# Be on You
Be on You è un singolo del rapper statunitense Flo Rida, il quarto estratto dal secondo album in studio R.O.O.T.S. e pubblicato il 6 ottobre 2009.

## Descrizione
Il brano ha visto la partecipazione vocale del cantante contemporary R&B Ne-Yo ed è stato prodotto dagli Stargate. Il ritornello del brano recita una frase tratta dal film Anchorman - La leggenda di Ron Burgundy.

## Tracce
1. Be on You – 6:18

## Classifiche
| Classifica (2009) | Posizione massima |
| ----------------- | ----------------- |
| Canada            | 61                |
| Regno Unito       | 51                |
| Stati Uniti       | 19                |
| Stati Uniti (pop) | 18                |
| Stati Uniti (rap) | 6                 |